# The Kalemites Visit Gibraltar
Pour plus de détails, voir Fiche technique et Distribution.
The Kalemites Visit Gibraltar est un documentaire américain sorti en 1912, réalisé par Sidney Olcott. Tourné à Gibraltar, au sud de l'Espagne, en décembre 1911.

## Fiche technique
- Réalisation : Sidney Olcott
- Scénario :
- Production : Kalem
- Directeur de la photo : George K. Hollister
- Genre : Documentaire
- Longueur : 306 pieds
- Date de sortie : 1912
- Distribution :